# The Pacific Monthly
The Pacific Monthly était un mensuel américain.

## Historique
The Pacific Monthly était un magazine d'opinion consacré à la politique, la culture, la littérature, publié mensuellement à Portland (Oregon) de 1898 à 1911, jusqu'à son rachat par la Southern Pacific Railroad et sa fusion avec le Sunset Magazine. Le Sunset porte toujours en sous-titre "The Pacific Monthly".
Pendant ses années d'indépendance, le collaborateur le plus fréquent du Pacific Monthly était Charles Erskine Scott Wood. De 1905 à 1911, le journaliste Fred Lockley en était le directeur général et son auteur le plus prolifique. S'ajouteront d'autres collaborateurs comme Leo Tolstoï, George Sterling, Joaquin Miller, Sinclair Lewis et Jack London, dont le roman Martin Eden a d'abord paru en feuilleton dans le magazine.